# Nabû-šuma-ukīn II.
Nabû-šuma-ukīn II. (auch Nabu-schuma-ukin II.) regierte nur einen Monat und zwei Tage im Jahr 731 v. Chr. als babylonischer König. Die in babylonischen Quellen vermerkte Mondfinsternis von 731 v. Chr. ermöglichte die genaue Datierung seiner Regierungszeit. Er kam durch eine Rebellion gegen seinen Vorgänger Nabû-nādin-zēri auf den Thron. Ihn entmachtete sein Nachfolger Nabû-mukīn-zēri.